# Вардулы

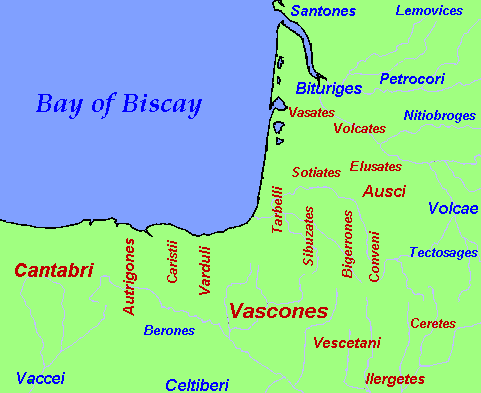

Вардулы — племя, жившее в Северной Испании к западу от васконов и к востоку от каристиев. Их главным городом был Уарте-Аракиль. Вероятно говорили на гипускоанском диалекте баскского языка.
Полевые исследования и раскопки показали, что культура вардулов была отличной от культуры васконов. Линией соприкосновения между племенами была река Лейтцаран, городища вардулов были обнаружены в восточной части Бурунтцы.
Этноноим «вардулы» связан с названием площади «Вардулия» в Галисии.